# Hans Michael Riemer
Hans Michael Riemer (* 14. Februar 1942 in Zürich) ist ein Schweizer Rechtswissenschaftler.

## Leben
Nach der Promotion 1968 zum Dr. iur. an der Universität Zürich war Riemer als Rechtsanwalt in Zürich tätig. Er lehrte als Privatdozent (ab 1976), Assistenzprofessor (1978), außerordentlicher Universitätsprofessor (1980) und schließlich von 1983 bis 2007 als Ordinarius für Privatrecht an der Universität Zürich.
Riemer gehörte von 1983 bis 2007 dem Kassationsgericht des Kantons Zürich an und war von 1992 bis 2010 als nebenamtlicher Richter am Schweizerischen Bundesgericht (II. Zivilrechtliche Abteilung) tätig. Zudem war er von 1997 bis 2001 Präsident des internationalen Schiedsgerichts nachrichtenlose Vermögen (Claims Resolution Tribunal).
Bis 2012 arbeitete Riemer als Redaktor der Schweizerischen Zeitschrift für Sozialversicherung und berufliche Vorsorge. Er war auch Mitherausgeber der Causa Sport, einer interdisziplinären Fachzeitschrift für Sportrecht.

## Schriften (Auswahl)
- Die Einleitungsartikel des Schweizerischen Zivilgesetzbuches (Art. 1 - 10 ZGB). Eine Einführung. Bern 2003, ISBN 3-7272-0944-5.
- mit Gabriela Riemer-Kafka: Das Recht der beruflichen Vorsorge in der Schweiz. Bern 2006, ISBN 3-7272-0798-1.
- Vereins- und Stiftungsrecht (Art. 60 - 89bis ZGB). Mit den allgemeinen Bestimmungen zu den juristischen Personen (Art. 52 - 59 ZGB). Bern 2012, ISBN 978-3-7272-2562-8.
- Die juristischen Personen. Die Stiftungen Art. 80-89c ZGB. Bern 2020, ISBN 3-7272-4586-7.